# David J. Skal
David John Skal (21 de junho de 1952 - 1 de janeiro de 2024) foi um historiador cultural, crítico, escritor e comentarista americano conhecido por sua pesquisa e análise de filmes de terror, história do terror e cultura do terror.

## Vida pregressa
David John Skal nasceu em Garfield Heights, Ohio, em 21 de junho de 1952.  Ele estudou jornalismo na Universidade de Ohio, onde trabalhou como crítico de cinema e editor assistente do jornal da faculdade. Ele se formou como bacharel em 1974.  Após a formatura, ele estagiou no National Endowment for the Arts e se tornou diretor de publicidade da Hartford Stage Company.
Mais tarde, Skal ocupou cargos no American Conservatory Theater em São Francisco e no Theatre Communications Group de Nova York. Durante a década de 1980, Skal concluiu três romances de ficção científica: Scavengers (1980), When We Were Good (1981) e Antibodies (1988). 

## Escrita não ficcional
O primeiro trabalho de não ficção de Skal foi Hollywood Gothic: The Tangled Web of Dracula from Novel to Stage to Screen, de 1990. Este livro discute as várias adaptações do romance Drácula de Bram Stoker, de 1897, e o papel do arquétipo do vampiro na cultura popular. Uma grande parte do livro descreve os esforços da viúva de Stoker, Florence, para proteger os direitos da obra de seu marido. O livro também contém o primeiro estudo aprofundado de um filme do Drácula em espanhol produzido em 1931.  Kathleen Quinn do The New York Times elogiou Hollywood Gothic, escrevendo: "Skal segue o vampiro mais popular da Transilvânia com humor seco e as habilidades de um bom detetive."  Kenneth Turan do Los Angeles Times chamou-o de "engenhoso e abrangente", e brincou que era "algo para roer muito depois que aqueles doces ou travessuras se foram".  Escrevendo em 2004, David Colton do USA Today observou que o livro havia "se tornado uma das leituras essenciais do campo" e havia "elevado os padrões para pesquisadores de terror". 
Em 1993, Skal lança seu segundo livro não-ficcional, entítulado de The Monster Show: A Cultural History of Horror. Neste livro, Skal analisa a história dos filmes de horror, traçando um paralelo entre esses filmes e as crises culturais de suas épocas, como a Primeira Guerra Mundial,  Segunda Guerra Mundial, a controvérsia da Talidomida, e a Epidemia de Aids. M. L. Lyke do Seattle Post-Intelligencer chamou o The Monster Show de "a cartilha intelectual perfeita para o fim de semana do Halloween". Stefan Dziemianowicz do The Washington Post argumentou que alguns dos argumentos de Skal eram "muito rebuscados", mas adicionou também que, como um todo, o livro "oferece evidências persuasivas de forma que, para entender uma cultura, você deve saber o que ela teme".
Skal colaborou com Elias Savada para produzir Dark Carnival: The Secret World of Tod Browning, de 1995, Hollywood's Master of the Macabre . Dark Carnival foi a primeira biografia em formato de livro de Tod Browning, mais conhecido por dirigir Freaks e a versão de 1931 de Drácula .  Escrevendo no Journal of Popular Film and Television, Martin F. Norden descreveu-o como "um exame profundo e convincente de um dos primeiros diretores de cinema cult da América".  Steven E. Alford do Houston Chronicle comentou: " Dark Carnival consegue ressuscitar a reputação de um dos excêntricos há muito enterrados de Hollywood." 
Outras publicações importantes de Skal incluem V Is for Vampire: The A to Z Guide to Everything Undead (1996), Screams of Reason: Mad Science and Modern Culture (1998), Death Makes a Holiday: A Cultural History of Halloween (2002) e Claude Rains : An Actor's Voice (2008). Skal também coeditou a Norton Critical Edition de 1997 de Drácula de Bram Stoker e compilou a antologia de 2001 Vampires: Encounters with the Undead .  Sua biografia de Bram Stoker, Something in the Blood, foi publicada em outubro de 2016.
Skal contribuiu regularmente com críticas de filmes para a The Magazine of Fantasy and Science Fiction . 

## Outros trabalhos
Skal fez várias aparições em especiais de televisão, como The 100 Scariest Movie Moments e The Perfect Scary Movie . Ele produziu documentários suplementares em DVD e/ou comentários em áudio para vários filmes, incluindo Drácula (1931), Frankenstein (1931), Freaks (1932), A Múmia (1932), O Homem Invisível (1933), A Noiva de Frankenstein (1935), O Homem-Lobo (1941), Abbott e Costello Conhecem Frankenstein (1948), A Criatura da Lagoa Negra (1954) e Deuses e Monstros (1998).
Skal apareceu no documentário de 2008 Wrangler: Anatomy of an Icon, no qual ele discute, como um crítico cultural gay, o impacto cultural do icônico astro do cinema pornográfico gay Jack Wrangler . 

## Vida pessoal e morte
Skal morava em Los Angeles e mantinha um relacionamento de longa data com Robert Postawko. 
Em 1º de janeiro de 2024, Skal e Postawko se envolveram em um acidente de trânsito em Glendale, Califórnia, quando um veículo cruzou a faixa deles e bateu de frente no carro deles.  Skal morreu no acidente aos 71 anos, enquanto Postawko sobreviveu inicialmente, mas acabou morrendo devido aos ferimentos, em 6 de fevereiro do mesmo ano.  

## Filmografia
- O Mundo dos Deuses e Monstros: Uma Jornada com James Whale (1999)
- Ela está viva! Criando a Noiva de Frankenstein (1999)
- Querida Múmia: Uma Tradição de Terror Desenterrada (1999)
- Monstro ao Luar! A Saga Imortal de 'O Homem Lobo' (1999)
- O Caminho para Drácula (1999)
- Em Busca da História: O Verdadeiro Drácula (2000)
- O Fantasma da Ópera: Um Fantasma Desmascarado (2000) [15] [16]
- Agora você o vê: o homem invisível revelado! (2000)
- Bud Abbott e Lou Costello conhecem os monstros! (2000)
- De Volta à Lagoa Negra: Uma Crônica de Criatura (2000)
- O Universo Segundo a Universal (2002)
- Carla Laemmle lembra: uma entrevista com David J. Skal (2003)
- Júlio Verne e Walt Disney: Exploradores da Imaginação (2003)
- Arquivos Frankenstein: Como Hollywood Criou um Monstro (2004)